# 5-هيدروكسي-2(5H)-فورانون
5-هيدروكسي-2(5H)-فورانون هو فورانون مشتق من أكسدة فورفورال باستخدام أكسجين القميص. يتم إجراء هذه الأكسدة بشكل عام في الميثانول أو الإيثانول مع محسس مثل الميثيلين الأزرق أو روز البنغال. تم توضيح آلية هذا التفاعل على النحو التالي.

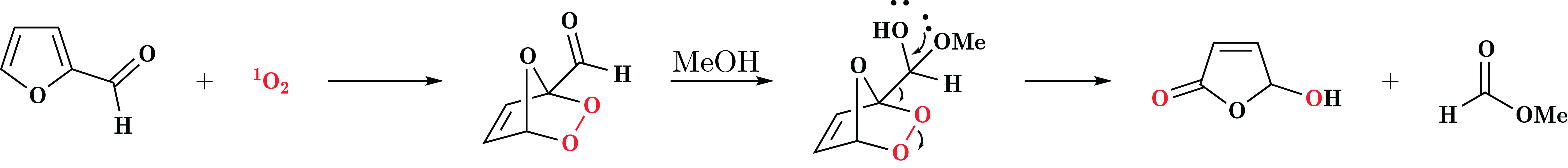

## استخدامات
5-هيدروكسي-2(5H)-فورانون هو مبيد قوي للآفات وأربع وحدات بناء كربونية لمختلف الدورات غير المتجانسة.

## خواص كيميائية
5-هيدروكسي-2(5H)-فورانون موجود في توازن كيميائي مع أيزومير ألدهيد حامض الأكريليك في توتومير سلسلة الحلقة:
في ظل بعض الظروف سيتحول المركب إلى أنهيدريد سكسينيك. عند التسخين في محلول قاعدي قوي (الرقم الهيدروجيني> 9) فإن هذا الأيزومر سوف يتحول إلى حمض السكسينيك.